# Liste der Europameister im Einer-Kunstradfahren der Männer
Liste der Europameister im Einer-Kunstradfahren
Neuauflage der Europameisterschaft ab 2018.
| Jahr | Ort der Europameisterschaft | Gold       | Silber          | Bronze      |
| ---- | --------------------------- | ---------- | --------------- | ----------- |
| 2018 | Wiesbaden                   | Lukas Kohl | Marcel Jüngling | Lukas Burri |

| Jahr | Ort der Europameisterschaft | Gold                | Silber         | Bronze        |
| ---- | --------------------------- | ------------------- | -------------- | ------------- |
| 1930 | Leipzig                     | Gerhard Heidenreich | Adolf Stricker | Franz Adrians |